# Pretty Boy, Dirty Boy
Pretty Boy, Dirty Boy je druhé studiové album kolumbijského zpěváka Malumy, které bylo vydáno 30. října 2015 u vydavatelstvy Sony Music Latin. Jedna se o kocepční album. Práce na albu trvaly tři roky, během nichž spolupracoval s různými skladateli a producenty. K albu bylo vydány čtyři singly: "El Tiki", 
"Borró Cassette", "El Perdedor" a "Sin Contrato", z nichž všechny byly úspěšné. Za účelem propagace alba se pustil do svého prvního koncertního turné Pretty Boy, Dirty Boy World Tour v roce 2016.

## O albu
Nahrávaní alba započalo v roce 2012 a trvalo až do samotného vydání, napsal přibližně 80 songu z nichž žádný nebyl součástí ve výsledné fází alba.

O albu řekl: "Všechny lidské bytosti mají dualitu. Mám romantickou a zlomyslnější stránku. Chtěl jsem ukázat obě."
Na albu spolupracovalo několik latinských hudebníku. Album obsahuje prvky žánru reggaetonu, popu a urban music (Adult contemporary).
Vydáno bylo 30. října 2015 ke streamingu na kanálu VEVO a ve stejný den i k digitálnímu prodeji.

## Seznam skladeb
1. Borró Cassette
2. ¿Dónde Estás? (feat. Farruko)
3. El Perdedor
4. Me Gustas
5. Sin Contrato
6. Una Aventura (feat. Alexis & Fido)
7. Tengo un Amor (feat. Leslie Grace)
8. Pretextos (feat. Cosculluela)
9. Ya No Es Niña
10. Solos (feat. El Micha)
11. Tu Cariño (feat. Arcángel)
12. Recuérdame
13. La Misma Moneda
14. Vuelo Hacia el Olvido
15. El Tiki
16. Carnaval

## Singly
| Název            | Rok  | Umístění | Umístění | Umístění  | Umístění       | Certifikace                                                                                       |
| Název            | Rok  | Kolumbie | Mexiko   | Španělsko | US Latin Songs | Certifikace                                                                                       |
| ---------------- | ---- | -------- | -------- | --------- | -------------- | ------------------------------------------------------------------------------------------------- |
| "El Tiki"        | 2015 | 2        | -        | -         | -              | —                                                                                                 |
| "Borró Cassette" | 2015 | 1        | 21       | 23        | 3              | - Argentina: Platina - Italie: Zlato - Mexiko: Diamant, 4× Platina, Zláto - Španělsko: 4× Platina |
| "El Perdedor"    | 2016 | 1        | 1        | 24        | 4              | - Italie: Zlato - Mexiko: Diamant, Zláto - Španělsko: 2× Platina                                  |
| "Sin Contrato"   | 2016 | 3        | 6        | 52        | 7              | - Italie: Zlato - Mexiko: 4× Platina - Španělsko: Platina                                         |

## Hitparáda
| Graf (2016)             | Vrchol pozice |
| ----------------------- | ------------- |
| Argentina               | 8             |
| Mexiko                  | 2             |
| Španělsko               | 2             |
| Uruguay                 | 9             |
| USA US Top Latin Albums | 1             |

## Certifikace
| Hitparáda (2008)   | Poskytovatele | Certifikace        | Prodej  |
| ------------------ | ------------- | ------------------ | ------- |
| Mexico Album Chart | AMPROFON      | 3× Platina         | 180,000 |
| US Album Chart     | RIAA          | 2× Platina (Latin) | 120,000 |